# Vladimir Romanov
Pour les articles homonymes, voir Romanov (homonymie).
Vladimir Romanov est un homme d'affaires russe, né le 15 juin 1947 dans l'oblast de Tver (Union soviétique).

## Biographie
Possesseur d'un passeport lituanien, il fait fortune en Lituanie et dans les Balkans dans le secteur privé notamment le secteur bancaire et industriel. Il possède l'usine d'aluminium de Birac en Bosnie-Herzégovine et une usine de textiles (Dirbtinis Pluoštas) en Lituanie. Il tisse des liens étroits avec des membres de la mafia lituanienne comme Henrikas Daktaras et avec d'anciens agents du KGB. En 2009, il détient notamment une participation importante (quoique minoritaire) dans la banque Ūkio bankas. En 2013, sa participation est de 64,9 % et la banque a perdu la moitié de sa valeur en un an. En août 2013, un mandat d'arrêt international est lancé contre Romanov par la justice lituanienne pour défaut de paiement. Il pourrait recevoir une condamnation allant jusqu'à 7 ans de prison,.

### Investissements sportifs
En 2005, il investit dans le club de football écossais d'Édimbourg, le Heart of Midlothian FC, qu'il sauve de la faillite. Mais il fait par la suite davantage parler de lui pour sa gestion du club (il fait appel à huit entraîneurs différents en deux saisons) que par ses résultats sportifs. Il contrôle aussi deux autres clubs de football en Europe : le FBK Kaunas, en Lituanie et le FC MTZ-RIPO en Biélorussie (devenu depuis FC Partizan Minsk). À l'été 2013, après la faillite du système Romanov, Hearts est en faillite et mis sous administration financière avec une dette estimée à 28 millions de livres. La fédération écossaise de football lui retire 15 points pour le championnat 2013-2014,.
En mai 2009, Romanov devient propriétaire du Žalgiris Kaunas, le plus célèbre club de basket-ball lituanien, via Ūkio bankas. Il annonce son départ en février 2013 en laissant une forte dette (7,2 millions d'euros) provoquant la chute du cours d'Ūkio bankas de 17 % en une journée.

### Carrière politique
En mars 2009, il annonce vouloir se présenter à l'élection présidentielle qui se déroule en juillet de la même année. La commission électorale refuse sa candidature car la constitution interdit aux personnes nées hors du territoire lituanien de se présenter et qu'il est né en RSFS de Russie.
À l'été 2012, Romanov crée le Parti du peuple lituanien (lt) (Lietuvos žmonių partija) avec comme objectif d'obtenir des sièges au Seimas lors des élections législatives du 14 octobre 2012. Sa liste comprend des célébrités comme les joueurs de basket-ball Kšyštof et Darjuš Lavrinovič, Rimantas Kaukėnas, Vitoldas Masalskis (lt) mais essuie un cuisant échec (0,25 % des voix).